# 西丁斯角
西丁斯角（英語：Siddins Point）是南極洲的海岬，位於南設得蘭群島中利文斯頓島北岸，以澳洲捕海豹船的船長命名，現時由南極條約體系管理。

## 外部連結

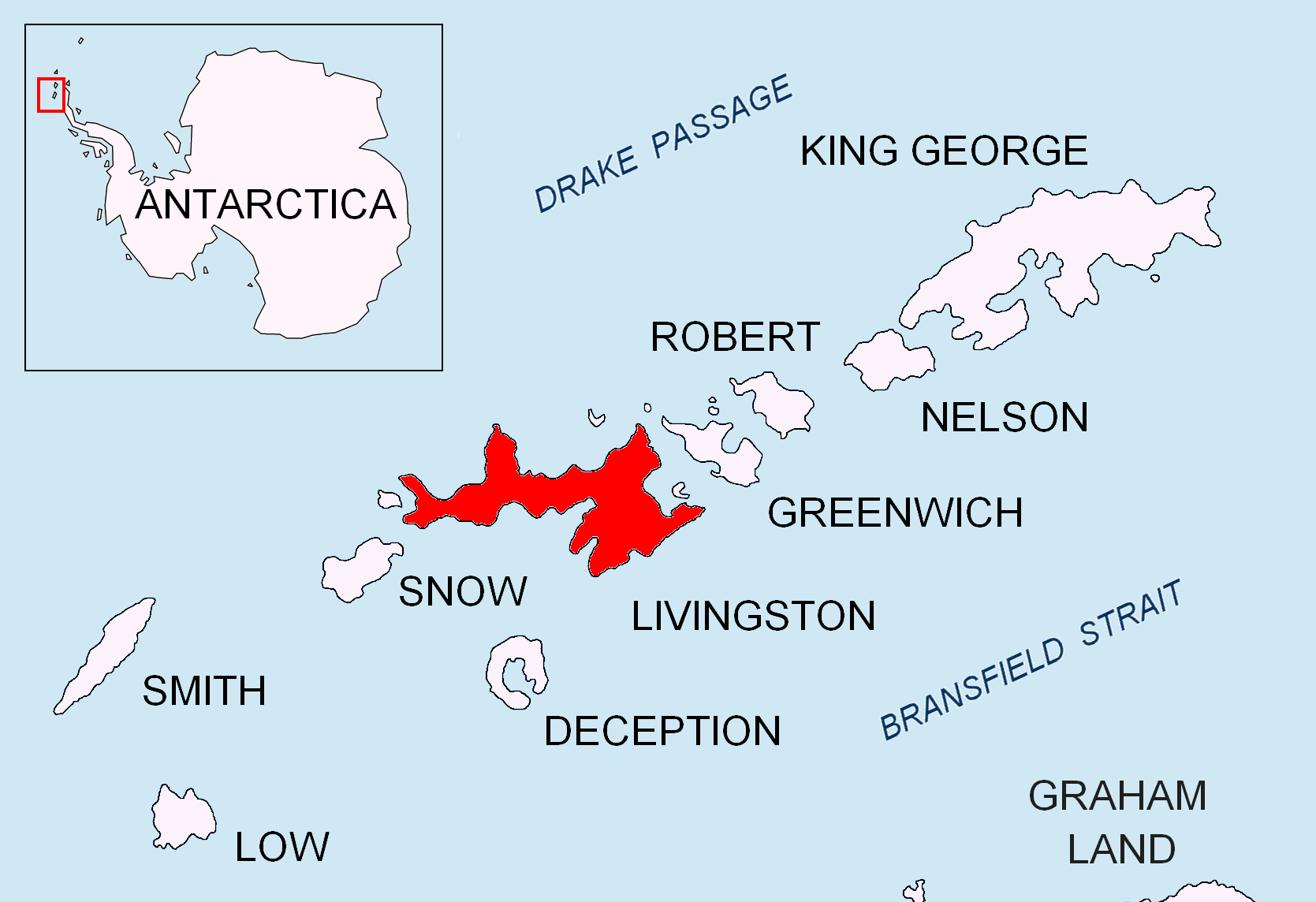

- Siddins Point.（页面存档备份，存于） SCAR Composite Antarctic Gazetteer.

62°32′41.8″S 60°26′05″W / 62.544944°S 60.43472°W